# 6101 Tomoki
6101 Tomoki (tên chỉ định: 1993 EG) là một tiểu hành tinh vành đai chính. Nó được phát hiện bởi Takeshi Urata ở Đài thiên văn Nihondaira ở Shimizu, Shizuoka, Nhật Bản, ngày 1 tháng 3 năm 1993. Nó được đặt theo tên Tomoki Nakamura, a Japanese professor of earth và planetary sciences ở Kyushu University.